# Ammelshainer See
Der Ammelshainer See (auch Moritzsee) ist eine ehemalige für den Autobahnbau benötigte Kiesgrube bei Naunhof im Landkreis Leipzig, die geflutet wurde.

## Beschreibung und Lage
Der See gehört mit dem Naunhofer See (auch Grillensee) und dem  Albrechtshainer See zu den drei Naunhofer Seen. Er liegt im Leipziger Neuseenland, einem Verbund aus teilweise noch entstehenden Badeseen, die aus Tagebaurestlöchern entstehen. Wegen der unmittelbaren Nähe zur A 14 (Anschlussstelle 29, Naunhof) wird der See auch Autobahnsee Ammelshain genannt.
Der Ammelshainer See hat eine Fläche von 53 Hektar bei einer durchschnittlichen Tiefe von dreieinhalb Metern. 2013 testete der ADAC 41 Gewässer in Deutschland auf Badequalität und erklärte den Ammelshainer See mit dem Urteil "Sehr gut" zum Testsieger.
Am See gibt es mehrere Badestellen, einen Surfbereich, ein Volleyballfeld und eine große Liegewiese.

## Sonstiges
Der Ammelshainer See ist Austragungsort des jährlich stattfindenden Musikfestivals Waterbeats.